# Meu Mundo Gira em Torno de Você
Meu Mundo Gira em Torno de Você é o décimo álbum de estúdio da banda brasileira de pop rock Kid Abelha lançado originalmente em 1996, lançada pela WEA.
O grupo adentrou o ano de 1996, produzindo o álbum em Teresópolis, na serra fluminense, indo desde a elaboração, gravação e até os ensaios fotográficos para o encarte. Esse período, que foi nos dois primeiros meses daquele ano, resultou em um álbum que foi um dos mais bem-sucedidos na carreira da banda.
É recheado por canções românticas com destaque para "La Nouveauté", "Combinação" e "O Animal". Suas músicas de trabalho viraram hits, como "Te Amo Pra Sempre", a regravação de "Na Rua, na Chuva, na Fazenda" de Hyldon, "Como É Que Eu Vou Embora", e "A Moto". O videoclipe de "Na Rua, na Chuva, na Fazenda" teve participação de vários famosos da época. Já o clipe de “Te Amo Pra Sempre”, foi indicado na categoria "Escolha da Audiência", no VMB 1997, da MTV Brasil.
O álbum teve vendagem de 400 mil cópias, ganhando um disco de platina e um de ouro.

## Formação
- Paula Toller - Voz e Vocais
- George Israel - Sax, Flauta, Escaleta, Violão e Vocais
- Bruno Fortunato - Guitarra, Violão e Bandolim

## Músicos
- Ramiro Musotto (percussão)
- André Rodrigues (baixo e vocais)
- Rick Ferreira (banjo)
- Pedro Aristides (trombone)
- Paulo Marcio (trompete)
- Rodrigo Santos (baixo e vocais)
- Adriano Machado (regência e arranjo de cordas)
- Glauco Fernandez (violino)
- Giancarlo Pareschi (violino)
- Jesuina Passaroto (viola)
- Cássia Menezes (cello)
- Paschoal Perrota (arregimentador)
- Wagner Mayer (trompete)
- Johnny Lacerda (trombone)

## Faixas
1. "Como É Que Eu Vou Embora" (George Israel e Cris Braun) – 3:30
2. "Te Amo Pra Sempre" (George Israel e Paula Toller) – 2:51
3. "Meu Mundo Gira em Torno de Você" (George Israel, Paula Toller e Jorge Mautner) – 3:47
4. "Combinação" (George Israel, Lui Farias e Paula Toller) – 3:35
5. "Na Rua, na Chuva, na Fazenda (Casinha de Sapê)" (Hyldon) – 3:44
6. "Apenas Timidez" (George Israel e Paula Toller) – 5:00
7. "La Nouveauté" (George Israel, Lui Farias e Paula Toller) – 3:00
8. "Quero Me Deitar" (George Israel e Paula Toller) – 4:12
9. "Baixa Pressão" (George Israel e Paula Toller) – 4:11
10. "Vou Mergulhar" (George Israel e Paula Toller) – 4:22
11. "A Moto" (Paula Toller e Herbert Vianna) – 3:00
12. "O Animal" (George Israel e Paula Toller) – 2:58

## Premiação
- Disco de ouro
- Disco platina

## Edições Especiais
Além do CD lançado com 12 faixas, foram produzidas duas outras edições especiais:
- Mais 6 remixes no final do CD (Como É Que Eu Vou Embora, Te Amo Pra Sempre e Pintura Íntima – 2 versões de cada música)
- Especial de platina com CD duplo: no CD 1 as 12 faixas do disco; no CD 2 os mesmos 6 remixes mais Como É Que Eu Vou Embora instrumental.